# Brigada 8 Infanterie (1916-1918)
Brigada 8 Infanterie a fost o mare unitate de nivel tactic, care s-a constituit la 14/27 august 1916, prin mobilizarea unităților și subunităților existente la pace aparținând de Brigada 8 Infanterie din armata permanentă. Din compunerea brigăzii făceau parte Regimentul 6 Infanterie și Regimentul 21 Infanterie. Brigada a făcut parte din organica Divizia 4 Infanterie, fiind dislocată la pace în garnizoana București.:p. 71
La intrarea în război, comandantul brigăzii - generalul Gheorghe Mărdărescu - a fost numit șef de stat major al Armatei 3, la comanda Brigăzii 8 Infanterie fiind numit generalul de brigadă Grigore Simionescu. Brigada 8 Infanterie a participat la acțiunile militare pe frontul românesc, pe toată perioada războiului, între 14/27 august 1916 - 28 ocotmbrie/11 noiembrie 1918.

## Participarea la operații

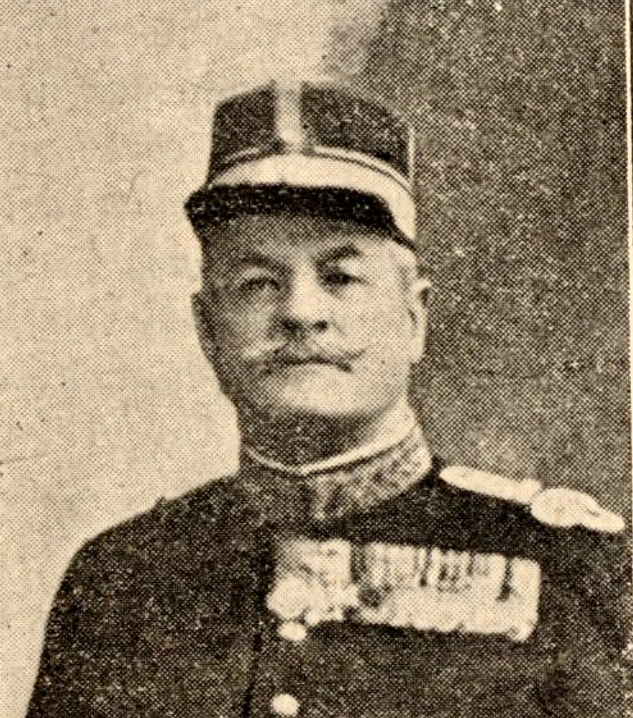
Generalul Grigore Simionescu, comandantul brigăzii în campania din 1916